# Alacantí
L’Alacantí – comarca (okręg) we Wspólnocie Walenckiej w Hiszpanii.
Sąsiaduje z comarkami Marina Baixa i Alcoià na północy, Vinalopó Medio/Vinalopó Mitjà na zachodzie i Baix Vinalopó na południu.
Comarca ma powierzchnię 673,57 km², w 2024 roku zamieszkiwało ją 521 244 osób. Tworzy ją 10 gmin: Agost, Aigües, Alicante/Alacant, Busot, el Campello, Jijona/Xixona, Mutxamel, San Vicente del Raspeig/Sant Vicent del Raspeig, Sant Joan d’Alacant oraz Torremanzanas/la Torre de les Maçanes.
Położona jest nad Morzem Śródziemnym, w centralnej części prowincji Alicante/Alacant. Jej teren obejmuje zarówno nadmorską nizinę, jak i zbocza Gór Betyckich – ponad połowa okręgu położona jest na terenie przekraczającym 200 m n.p.m., jedna czwarta powyżej 500 m n.p.m., a w północnej części comarki zlokalizowane są szczyty górskie przekraczające 1000 m n.p.m. (Maigmó, Penya Roja, Serra dels Plans).
Znaczna część ludności koncentruje się w głównym mieście Alicante/Alacant i otaczającym je zespole miejskim (el Campello, Sant Joan d’Alacant, San Vicente del Raspeig/Sant Vicent del Raspeig oraz Mutxamel). W samej gminie Alicante/Alacant zamieszkuje blisko 70% mieszkańców całej comarki (w latach 70. XX wieku było to nawet 80%).